# Masse di Siena
Masse di Siena è stato un comune italiano della provincia di Siena, poi confluito nel 1904 all'interno del Comune di Siena.

## Storia
Come anche nei casi di Firenze e Pistoia, il territorio comunale della città di Siena rimase delimitato dalle mura cittadine fino ad un tempo relativamente recente (1904). Fino a questa data, il territorio immediatamente esterno alla cinta muraria era stato diviso in tre comuni, detti "Masse", che prendevano il nome dai tre Terzi (Siena) in cui era ed è ripartita la città, ossia "Masse del Terzo di Città", "Masse del Terzo di San Martino" e "Masse del Terzo di Camollia".
Una prima modifica si ebbe nel 1777, quando una riforma amministrativa del Granduca Pietro Leopoldo di Toscana soppresse il comune delle Masse del Terzo di Camollia, il cui territorio andò diviso tra gli altri due. Dopo questa riforma si ebbero pertanto:
- Masse del Terzo di Città: si estendeva per 56 km² ed aveva circa 4 000 abitanti nel 1845. I suoi confini erano delimitati dai comuni del Terzo di San Martino, Monteriggioni, Sovicille, Monteroni d'Arbia e Siena e comprendeva le località di Casciano, San Dalmazio, Fogliano, Ginestreto, Marciano, Monastero, Monsindoli, Santa Petronilla, Terrenzano, Tressa e Fonte Benedetta, Tufi, Uopini e Volte.
- Masse del Terzo di San Martino: si estendeva per 37 km² e aveva circa 4 500 abitanti nel 1845. I suoi confini erano delimitati dai comuni di Siena, del Terzo di Città, di Monteriggioni e di Castelnuovo Berardenga e comprendeva le località di Bozzone, Cellole, Collanza, Colle Malamerenda, Cuna, Monastero, Sant'Eugenia, Isola d'Arbia, Maggiano, Monte Liscai, Osservanza, Ponte a Tressa, Paterno, Presciano, Santa Regina, Le Tolfe, Valli, Vico d'Arbia, Vignano e Taverne d'Arbia.

Le due Masse furono unite nel 1869 in un solo comune, detto "Masse di Siena" che ereditò stemma e sede da quello del Terzo di San Martino e che ebbe vita fino al 1904 quando, nonostante un ricorso della sua amministrazione, fu annesso al comune di Siena. Al momento della soppressione, il comune contava 10 317 abitanti.